# Струмок Роставиця
Струмок Роставиця — річка  в Україні, у Козятинському  районі Вінницької області. Права притока Роставиці  (басейн Дніпра ).

## Опис
Довжина річки 11 км. Формується з багатьох безіменних струмків та водойм.  Площа басейну 33,8 км².

## Розташування
Бере  початок на південному сході від Рубанки. Тече переважно на південний схід через Кордишівку, Прушинку і у Журбинці впадає у річку Роставицю, ліву притоку Росі.